# Thlaspi graecum
Thlaspi graecum là một loài thực vật có hoa trong họ Cải. Loài này được Jord. miêu tả khoa học đầu tiên năm 1846.